# 布萊德利·辛默
布萊德利·克拉克·辛默（英語：Bradley Clarke Zimmer，1992年11月27日—），為美國職棒大聯盟的中外野手，目前為自由球員。2014年美國職棒大聯盟選秀，印地安人在首輪選進辛默，而他在2017年登上大聯盟。

## 職業生涯

### 克里夫蘭印地安人
辛默在2014年大聯盟選秀首輪第21順位被印地安人選走。2015年，他在高階1A繳出3成05的打擊率，並敲出10轟與32次盜壘成功。這年他成功入選未來之星明星賽，比賽結束後他升上2A。
2016年7月25日，辛默升上3A。整季他的打擊率為2成50，並敲出15轟與62分打點。2017年5月16日，辛默登上大聯盟。並成功敲出生涯首安，同時也是生涯首轟。7月25日，他敲出生涯首發滿貫砲。整季他在大聯盟的打擊率為2成41，並敲出8轟與39分打點。
2018年，辛默成為球隊的先發中外野手。但他從開季到6月初的被三振率高達42%，因此被下放到3A。在小聯盟打了8場比賽後，辛默右肩受傷。7月21日，他為了進行手術導致球季報銷。隔年他更是只有獲得13個打數。2020年，辛默的打擊率僅1成62，並敲出1轟與3分打點。
2021年5月27日，辛默回到大聯盟。整季他的打擊率為2成27，並敲出8轟。9月27日，他從哥哥凱爾·辛默手中敲出全壘打，寫下大聯盟第三度兩兄弟上演投打對決最後出現全壘打的戲碼。

### 藍鳥與費城人
2022年4月7日，印地安人將辛默交易到藍鳥，換來Anthony Castro。他在8月15日遭到指定讓渡。
8月18日，費城人從讓渡名單中選走辛默。8月27日，因為布蘭登·馬許傷癒歸隊，因此辛默再度遭到指定讓渡。
8月29日，藍鳥又選走了辛默。整季他的打擊率為1成24，並敲出2轟與5分打點。他在11月15日被指定讓渡，18日成為自由球員。

## 個人生活
辛默的爸爸在大學時期也是一名棒球選手，目前是一名麻醉師。媽媽則是一名田徑選手，目前在La Jolla高中擔任輔導員。他的哥哥凱爾也是一名大聯盟球員，先前曾效力過皇家。

## 外部連結
- 球員資訊和成績在MLB ，ESPN ，Retrosheet ，Baseball Reference ，Baseball Reference (Minors) ，Fangraphs ，The Baseball Cube （英文）
- 布萊德利·辛默的X（前Twitter）